# Kålltorps gård

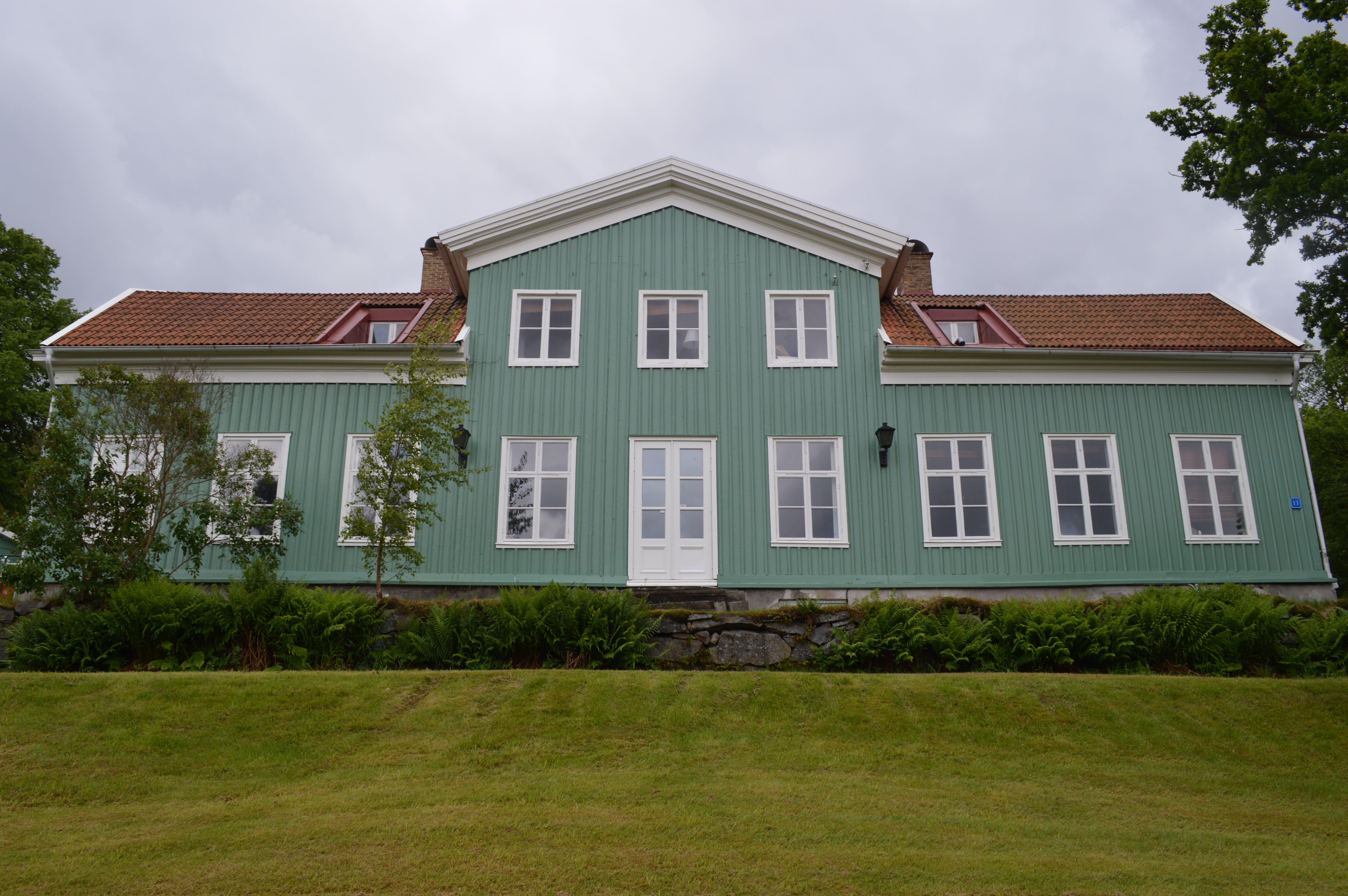
Kålltorps herrgård, framsidan.

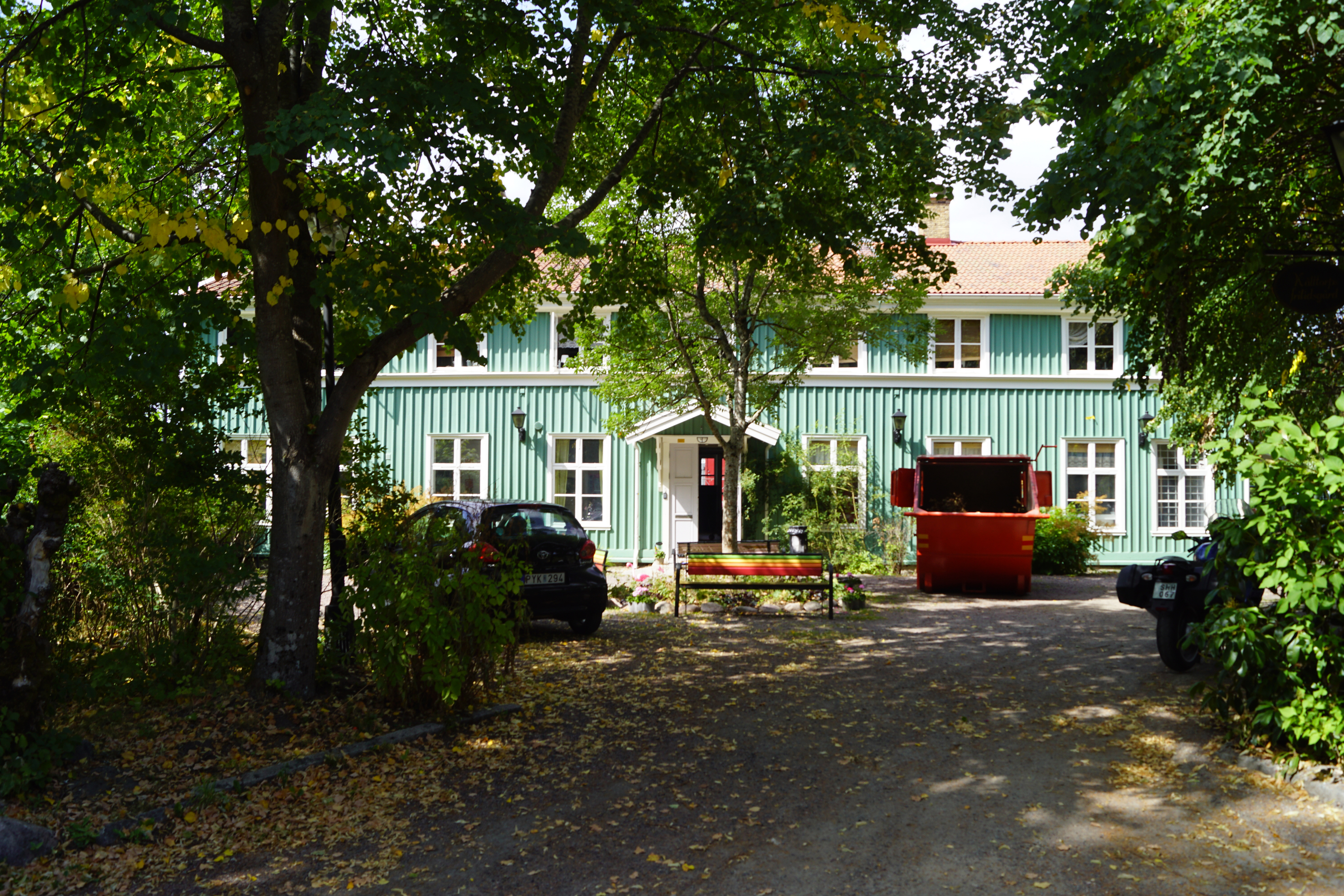
Kålltorps herrgård, entrén.

Kålltorps gård är en herrgård som byggdes 1722 på nuvarande Virginsgatan 13 i stadsdelen Kålltorp. Sedan 1944 har det varit fritidsgård i huset, och är ett av Sveriges äldsta.
Kålltorp Övergård och Kålltorp Nedergård fick under 1700-talets andra hälft en gemensam ägare och egendomen utvecklades nu till en herrgårdsliknande anläggning. Den övertogs 1904 av Göteborgs stad och på ägorna i norr uppfördes Renströmska sjukhuset. Ekonomibyggnaderna revs omkring 1930 och huvudbyggnaden togs i bruk som fritidsgård. Idag omfattar gården en huvudbyggnad, en källarvind och en delvis bevarad trädgård. Huvudbyggnaden uppfördes 1722 och ombyggdes i mitten av 1800-talet. Delar av interiören, bland annat köket med sitt stora spiskomplex, är välbevarat. Kålltorps gård har ett högt lokalhistoriskt värde.